# It's Alive!, Vol I
It's Alive!, Vol I es el tercer álbum de la banda de rock Space Bee, lanzado en noviembre de 2009.

## Lista de canciones
1. Fire
2. It's Alive!
3. Yeah Yeah
4. Be Mine
5. White Moon
6. Biker Sniper
7. It's Alive! 2
8. The Acrobat
9. Sin Mirar

## Integrantes
- Aldo Rodríguez - voz
- Percy Omar - guitarra
- Eduardo Untiveros - violín
- Gonzalo García-Sayán - teclados
- Andrés Bretel - bajo
- Daniel "Bongo" Ruiz-González - batería